# Hauptbrandinspektor
Hauptbrandinspektor (Abkürzung HBI) steht für einen Dienstgrad bei Feuerwehren in:

## Deutschland
- Berufsfeuerwehr in Deutschland als Beamtenlaufbahn (je nach Bundesland auch als Brandoberinspektor)
- Freiwillige Feuerwehr in den Bundesländern
  - Brandenburg bis 1997, ab 2025 (wieder eingeführt)
  - Sachsen
  - Sachsen-Anhalt

## Österreich
- Burgenland als Kommandant einer Feuerwehr bzw. Zugskommandant
- Kärnten als Kommandant einer Betriebsfeuerwehr, Gemeindefeuerwehrkommandant, Abschnittsfeuerwehrkommandant-Stellvertreter, Landesbeauftragter
- Niederösterreich als Unterabschnittskommandant, Kommandant oder Kommandantstellvertreter
- Oberösterreich bei Mehrzügige Feuerwehr: stv. Kommandant
- Salzburg als Ortsfeuerwehrkommandant (ggf. Stv), Ortsfeuerwehrkommandant-Stellvertreter der Freiwilligen Feuerwehren der Landeshauptstadt Salzburg sowie der Stadtgemeinden Hallein, Zell am See und Saalfelden
- Steiermark als Kommandant
- Tirol als Feuerwehrkommandant

## Italien
- Südtirol in der Berufsfeuerwehr